# Pismo Titu
Pismo Titu skupaj s prvim in drugim pismom Timoteju označujemo kot enega izmed treh pastoralnih pisem Nove zaveze, ki so zgodovinsko pripisana apostolu Pavlu. Mnogi tri pisma omenjajo tudi kot »poslanice«, sicer pa se jim ime pastoralna pisma pripisuje od začetka 18. stoletja zaradi njihove glavne teme, ki ni več misijonarsko širjenje, temveč oznanjevanje evangelija skupnostim, potem ko so misijonarji odšli bodisi v krajevnem smislu ali zaradi smrti (Brown 2008, 634).
V pismu Pavel izpostavi vrline in razvade, ki bi morale biti za kristjana same po sebi razvidne. Dejstvo, da mora nekatere izmed njih izrecno pohvaliti ali obsoditi, je dokaz brezpravnega in perverznega značaja kretske družbe. Opisi pregreh in vrlin niso namenjeni samo tistim, ki si prizadevajo oz. so izbrani za vodstvo cerkve, temveč vsem vernikom. Krepostim naj bi sledili vsi in jih trudili dosegati, pregreh pa naj bi se branili. Pavel obenem opisuje učinke slabega in dobrega vodstva: dobro vodstvo vodi v cerkve, polne zdravih in angažiranih vernikov, ki živijo tisto, kar govorijo, medtem ko slabo vodstvo vodi v cerkve z ljudmi, ki so med sabo razdvojeni, se zatikajo v malenkosti in prazno retoriko. Življenje slednjih je na videz pravično, a njihova notranjost ne pozna ljubezni, milosti ali svetosti. Avtor na koncu pisma Titu poda še merila za določanje vodstva v cerkvi in prepoznavanje lažnih učiteljev: zvesti voditelji so skrbniki svoje hiše, brezhibni v svojem ugledu, ne iščejo nepoštene koristi, so zmerni in se držijo resnice, ki izhaja iz evangelija, lažni učitelji pa uničujejo družine, imajo umazano vest, um in ugled in so motivirani iz lastne koristi. Vodijo jih strasti in nagoni, lažejo sebi v prid ter v svoj nauk sprejemajo napake, ki jih poučujejo naprej (Gloer, Stepp 2015).

## Nastanek

### Avtorstvo
Pismo je nastalo okrog leta 66, 67, če ga je napisal Pavel. Če pa je pismo psevdonimno, kar trdi od 80 do 90 odstotkov kritičnih razlagalcev, pa je domnevno nastalo proti koncu 1. stoletja ali manj verjetno v začetku 2. stoletja. Glede avtorstva pisem obstaja več razlag in pogledov. Strokovnjaki se delijo na dve strani – tiste, ki so proti avtentičnosti in te, ki jo zagovarjajo. S strani mnogih raziskovalcev se pastoralna pisma štejejo za psevdonimna. Glede avtorstva se na podlagi jezika in vsebine, ki je v pastoralnih pismih uporabljen, ne strinjajo s trditvijo, da jih je napisal Pavel, ampak, da jih je napisal anonimni avtor po Pavlovi smrti. Zagovorniki tega stališča na podlagi bibliografskih informacij trdijo, da besedišče in slog pisanja pastoralnih pisem ne ustrezajo pisanju Pavla, temveč da v večji meri odražajo čas in poglede nastajajoče Cerkve in ne časa apostolov. Ti učenjaki postavljajo nastanek pisma Titu med letom 80. po Kr. in koncem 2. stoletja, večina pa meni, da je pismo nastalo do konca 1. stoletja. Pismo Titu ima veliko sorodnosti s prvim pismom Timoteju, s katerim si delita podobne fraze, izraze in vsebinske poudarke, kar je mnoge eksegete prepričalo, da so vsa tri pisma, vključno z drugim pismom Timoteju, napisana od istega avtorja (Brown 2008, 633–635). 
Razlagalci, ki zagovarjajo avtentičnost pastoralnih pisem, datirajo njihov nastanek po Pavlovem obisku na Kreti. Vendar ta obisk ni mogoče enačiti z obiskom, omenjenim v Apostolskih delih (Apd 27,7), kjer Pavel kot ujetnik potuje v Rim in kjer dve leti preživi v hišnem priporu. Zato tradicionalna eksegeza sklepa, da je po izpustitvi Pavel odplul iz Rima proti Aziji in mimogrede obšel Kreto, kjer je pustil Tita, da bi v Cerkvi vzpostavil red. Nato je odpotoval naprej v Efez, kjer je pustil Timoteja in od tam v Makedonijo, kjer je napisal prvo pismo Timoteju in po besedah tega pisma odpotoval naprej v Nikopolis v Makedoniji, kjer je napisal pismo Titu okoli leta 66 ali 67. 
Beseda pastoralen izvira iz latinščine in pomeni pastir. Ta je tisti, ki pridobljeno ljudstvo vodi in hrani. Ker so omenjena pastoralna pisma med sabo podobna, jih je dobro preučevati v medsebojnem odnosu. Z vidika vrstnega reda so na splošno v slogu in vzdušju zelo homogena. Iz tega lahko izpeljemo, da jih je bodisi napisal isti pisec ali pa je prvi pisec napisal eno, drugi pisec pa drugi dve, pri čemer se je trudil čim bolj posnemati prvega. Vseeno so med pismi razlike, zato razlagalci opozarjajo, da bi lahko z enačenjem avtorstva pisma izgubila na individualnih razlikah med njimi. Pismo Titu nekateri primerjajo s priročnikom prve Cerkve, v katerem se tudi pojavljajo svarila pred lažnimi učitelji in preroki. Toda natančnih navodil, kako naj bi Cerkvena ureditev delovala v pastoralnih pismih, ne najdemo, dotakne se jih le bežno pismo Titu. Vprašanje vrstnega reda še vedno ostaja neodgovorjeno. Po zdajšnjem kanoničnem redu pastoralnih pisem tega ne moremo izvedeti, saj so postavljena zgolj od najdaljšega do najkrajšega. Obstaja nekaj teorij, med drugimi tudi ta, da je drugo pismo Timoteju napisal Pavel, po njegovi smrti pa je naslednik napisal pismo Titu in prvo pismo Timoteju, saj je vprašanje o cerkveni ureditvi postalo aktualno, pri tem pa se je trudil posnemati slog in besedišče prvega. Žal pa vrstnega reda zagotovo ne moremo spoznati. Glede na kriterij vsebine lahko pisma razporedimo glede na različno razvito cerkveno ureditev. Pismo Titu – manj razvita cerkvena ureditev, Prvo pismo Timoteju – bolj razvita cerkvena ureditev in Drugo pismo Timoteju – umirajoči Pavel (Gloer, Stepp 2015).

### Zgodovinske okoliščine
O dogodkih, ki jih opisujejo pastoralna pisma, ne najdemo opisov v drugih dokumentih Nove zaveze ali Apostolskih del. Niti ne najdemo omembe Pavlovega potovanja na Kreto in prav tako ne Titovega postanka. Nikjer ne najdemo posebne omembe kraja, kjer bi se Pavel v času nastajanja pisma nahajal. Sklepa se, da sta maloazijska obala in Grčija področji, ki bi ustrezali prezimitvi, ki jo je Pavel načrtoval v Nikopoli (Brown 2008, 636).

### Naslovnik
Naslovnik pisma je Tit, ki je bil eden izmed Pavlovih najbolj zaupanja vrednih sodelavcev. Čeprav v Apostolskih delih ni omenjen, je pomemben za Pavlovo delo, kot je opisano v Pismu Galačanom in Drugem Pismu Korinčanom. Na začetku Pavlovega misijonskega dela je Tit (pogan, neobrezan) spremljal Pavla v Jeruzalem kot »preizkusni kamen«, da bi videl, ali ga bo jeruzalemska Cerkev sprejela kot zakonitega spreobrnjenca h Kristusu (Gal 2,1–3) kljub temu, da bi moral biti po postavi obrezan. Tit je bil kasneje Pavlova desna roka, in sicer v zapletu s  korintsko Cerkvijo, kjer so Pavla v javnosti spravili v težave in je bil »z žalostjo« pri njih. Tit jim je predal Pavlovo pismo, napisano »v mnogih solzah«, in ga iz Efeza prinesel v Korint in Pavlu vrnil novico o njihovem kesanju in pripravljenosti, da ponovno pozdravijo njegovo službo (2 Kor 2,1; 7,6–16). Pozneje so ga poslali v Korint, da bi zbral nabirko, ki naj bi jo Pavel v letu 58 odnesel v Jeruzalem (2 Kor 8,6.16.23; 12,17–18). (Brown 2008, 635–636)
Pismo Titu predpostavlja, da sta bila Pavel in Tit skupaj na Kreti. Tita je Pavel pustil tam, da bi popravil, kar je še pomanjkljivega, še posebej pa, da vsaki krščanski skupnosti dodeli prezbiterije. Njegova naloga je bila organizirati Cerkev po Pavlovih navodilih. Kasneje se je ponovno srečal s Pavlom v Nikopolu in odšel v Dalmacijo. Na podlagi knjige Zgodovina Cerkve, ki jo je napisal Evzebij Cezarejski, naj bi Tit Cerkvi služil kot prvi škof na Kreti. Pokopan je bil v Korintu, njegovo glavo pa so kasneje, ko je bila Kreta napadena s strani  Saracenov, premaknili v Benetke.

## Vsebina

### Struktura
Razdelitev po obliki:
- A. Uvodni obrazec: 1,1–4
- B. Zahvale: jih ni
- C. Glavno besedilo: 1,5–3,11
- D. Sklepni obrazec: 3,12–15

Razdelitev po vsebini:
- 1,1–4: Naslov/pozdravi Titu
- 1,5–9: Cerkvena ureditev in postavitev prezbiterijev/škofov
- 1,10–16: Zmotni nauk, ki ogroža skupnost
- 2,1–3,11: Obnašanje v skupnosti in verovanje, družinska pravila, kaj je Kristus storil in kaj to pomeni
- 3,12–15: Sklepni pozdravi in blagoslov

(Brown 2008, 633)

### Splošna analiza sporočila
Sporočilo v Pismo Titu lahko razdelimo pod tri naslove: cerkvena ureditev, zmotni nauk in odnosi ter verovanje v skupnosti. Uvodni obrazec (1,1–4) je hkrati dolg in formalen. Daljši je le v Pismu Rimljanom, ki je napisan skupnostim, ki jih ni nikoli obiskal. Mnogi strokovnjaki se zato sprašujejo, če se je moral Pavel na tak način predstaviti svojemu učencu, ki ga je že tako dolgo poznal. Večina jih to zanika. Domnevajo, da to ni Pavlov spis ampak, da gre za uvod v tri pastoralna pisma. Drugi so mnenja, da je Pismo mišljeno kot javna podpora Titu in je začetek zato tako formalen, ker ga bo bral širši javnosti, v polnih Cerkvah, ko se bo ukvarjal z težavami njene ureditve.
Prva oz. glavna tema je cerkvena ureditev ali red (1,5–9). Ta je glavna v vseh treh pastoralnih pismih, še posebej v Prvem Pismu Timoteju in Pismu Titu. Tak red je treba vzpostaviti zaradi nevarnosti, ki jo predstavljajo predvsem lažni učitelji. Ker Pavlu med njegovim postankom na Kreti ni uspelo vzpostaviti trdne strukture, to nalogo prepusti Titu, ki je ostal po Pavlovem odhodu (Tit 1,5). Omenja mu službo prezbiterijev/škofov. Ti naj bi bili zvesti Pavlovemu nauku in usposobljeni za vodstveno službo, ki bo vernike ščitila pred krivimi nauki ter novotarijam. Njegova naloga je, da že obstoječo cerkveno strukturo, ki je že uveljavljena, uvede in zavaruje ter jo naredi učinkovito.
Druga tema so zmotni nauki (1,10–16). Pismo Titu jasno opredeli grozečo nevarnost. Z veliko ostrino je naravnan opis učiteljev. Za te težko ugotovimo, ali so za svoje poučevanje plačani, saj v besedilu težko razločimo med zanesljivimi podatki in posploševanjem. Zato je težko razbrati nauk iz zahtev, ki se jim nasprotniki ne pokoravajo, blebetači, ki bi jim bilo treba zapreti usta, sleparji, ki spodkopavajo cele družine zaradi dobička, z omadeževanim umom in vestjo. Ljudje, ki zanikajo Boga z dejanji in so gnusni, neposlušni in nezmožni za dobra dela. Navedek v Tit 1,12 iz pesnitve Epimenida s Knososa (6. stoletje pred Kr.) očrni Krečane kot lažnivce in lene požeruhe in daje slutiti, da so lažni učitelji domačini s Krete.
V Tit 1,10 pridejo pod udar tudi »tisti iz obreze« – kristjani judovskega izvora. Namig, da se držijo človeško obarvanih predpisov, ki razglašajo stvari za nečiste (1,15), je v prid razlagi, da so se strogo držali Mojzesove postave in njenega izročila (gl. Mr 7,8). Pomen judovskih bajk v Tit 1,14 ni znan. Ena od možnih razlag je obsodba gnosticizma.
Tretja tema je poučevanje zdravega nauka (2,1–3,11). Ta obsega približno dve tretjini Pisma Titu. Prvi del (2,1–10) je družinsko pravilo, katerih primere najdemo tudi v drugih Pavlovih pismih (npr. Kol 3,18–4,1 in Ef 5,21–6,9). Omenjena odlomka sta razdeljena na nasvete za tri pare, v katerih so najprej naslovljeni podrejeni v paru: žene/možje, otroci/očetje, sužnji/gospodarji. V Pismu Titu ta red ni izpostavljen glede na podrejenost, temveč na vzorno obnašanje in vzgajanje mlajših.
V 2,4–5 se Pismo Titu bolj približa Pismu Kološanom in Pismu Efežanom. Naroča, naj mlade žene ljubijo in ubogajo svoje može in naj se sužnji podrejajo svojim gospodarjem. Ta zahteva po spodobnem obnašanju, ki jo najdemo tudi za prezbiterije v 1,7–9, dojemamo kot izraz nauka, da bi olepšali nauk Boga, odrešenika (2,10), tako da bi krščansko verovanje in način življenja bila kot službena obleka.
V 2,11–3,11 avtor podaja pastoralna navodila z namenom spreobračanja, zasnovana na tem, kar je storil Kristus. Pred spreobrnjenjem so bili kristjani neumni, nepokorni, sužnji poželenja (3,3); toda »veliki Bog in naš odrešenik Jezus Kristus« je daroval samega sebe, da bi nas odkupil in rešil lastno ljudstvo, ki je vneto za dobra dela (2,13–14) – zaradi odrešenja vseh (2,11).
Tako kot da Pavel samega sebe za zgled posnemanja v nespornih pismih, to ponovi v pastoralnih pismih. Hoče, da bi bili kristjani na Kreti za zgled (Tit 2,7), da bi še druge pritegnili k veri. Ta zgled v dobrih delih je tudi podrejenost oblastem in vladarjem (3,1). Nespametne razprave in pričkanje med kristjani samimi je škodljivo za takšno javno podobo (3,9–10).
V sklepnem obrazcu 3,12–15, tako kot v drugih pismih, Pavel opiše načrte za svoje potovanje in potovanja njegovih sodelavcev. Titu omeni svoj načrt za prezimitev v Nikopolu, kamor ga tudi povabi, naj čim prej pride (3,12). Še prej pa mu omeni, da bo k njemu poslal sodelavca, saj sam ne more priti. Ta naj bi Tita zamenjala na Kreti, da se mu bo ta lahko pridružil v Nikopolu. Pismo se konča s pozdravi, ki kažejo na več poslušalstva, ne le na Tita, kar je značilno tudi za druga Pavlova pisma (Brown 2008, 637–639).

### Slogovne posebnosti
Strokovnjaki, ki trdijo da Pismo Titu ni avtentično, izpostavljajo velik delež besed v pastoralnih pismih, ki jih ne najdemo drugje v Novi zavezi. Ta delež je do trikrat večji kot v pismih, ki so avtentična. Prav tako izpostavljajo pomankanje veznikov, značilnih za avtentična pisma. Pomankanje teh dajo pastoralnim pismom drugačen slog in stil. Besedišče v pastoralnih pismih se od avtentičnih razlikuje tudi v tem, da ima več skupnega z besediščem piscev 2. stoletja kot s pisci 1. stoletja. Stil pisanja se razlikuje tudi v odnosu avtorja pastoralnih pisem do nasprotnikov, s katerimi se ta ne pogovarja, tako kot se Pavel v drugih pristnih pismih. Pavel uporablja različne retorične strategije in vzpostavlja odnos, ki predpostavlja prisotnost sogovornika. Avtor pastoralnih pisem pa pokaže malo zanimanja za dialog z nasprotniki. Uporablja predvsem monolog, v katerem uporablja nauk vere in obnašanja na podlagi tradicije in s tem ne pusti prostora za dialog. V tem pogledu je slog pisanja pokazatelj, da Pavel ni avtor pastoralnih pisem. Po drugi strani so pastoralna pisma, tako kot druga Pavlova pisma, napisana z določenim namenom. Zato lahko dopuščamo uporabo drugačnega sloga in besedišča glede na zgodovinsko ozadje in namen. Pastoralna pisma se ukvarjajo predvsem z kvalifikacijo in določitvijo cerkvenega reda in zato potrebujejo drugačno besedišče kot ostala Pavlova pisma, ki se dotikajo drugih vprašanj (Gloer, Stepp 2015).

### Glavne teme (teološki poudarki na podlagi ključnih besed)
Kriva vera, ki so ji »pastirska pisma« vztrajno nasprotovala, takó da so pozivala k trdnosti v nauku, je le na splošno opredeljena. Krivi učitelji, za katere se zdi, da so delovali v Cerkvi, so bili predvsem pod vplivom judovstva. To so bili predvsem Judje (Tit 1,10), ki so hoteli biti učitelji postave (1 Tim 1,7) in so načenjali prepire o njeni vsebini (Tit 3,9) ter se zatekali k judovskim bajkam (mitom) (Tit 1,14), k legendam in rodovnikom (1 Tim 1,4). Velik poudarek Pisma Titu je skrb za cerkveno ureditev, določitev prezbiterijev in pa kakšni naj bi ti bili. Vendar ne bi bilo prav, če bi v pastoralnih pismih poudarjali samo organizacijska vprašanja in nevšečnosti, ki so jih povzročale herezije. Pastoralna pisma poudarjajo tudi zdrav nauk (Tit, 1,1; 2,1) in spoznanje resnice (Tit 1,1), kakor tudi zdravo vero (Tit 1,13; 2,2) (Brown 2008, 640).

## Seznam virov
- Brown, E. 2008. Uvod v Novo zavezo. Celje: Mohorjeva družba.
- W. Hulitt Gloer, Perry L. Stepp. 2015. "The Letters to Titus and Timothy", "Titus: The Necessity of Order" in: Reading Paul’s Letters to Individuals. Smyth & Helwys.
- Palmisano, Carmela, Samo Skralovnik, Maksimiljan Matjaž, Mirjana Filipič in Marijan Peklaj. 2022. Uvod v Novo zavezo: skripta za interno uporabo študentov. Ljubljana: Teološka fakulteta.